# Nelson (grepp)

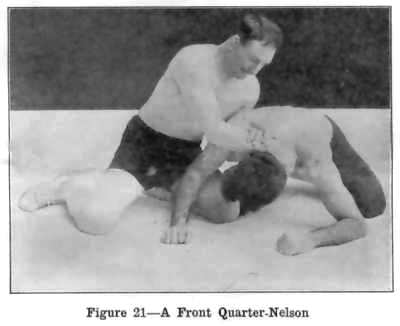
Kvartsnelson

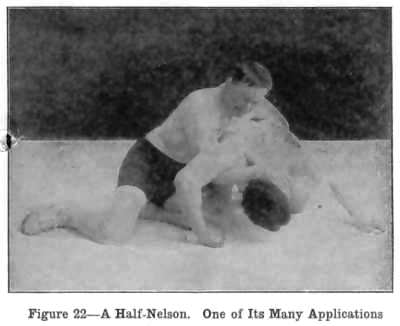
Halvnelson

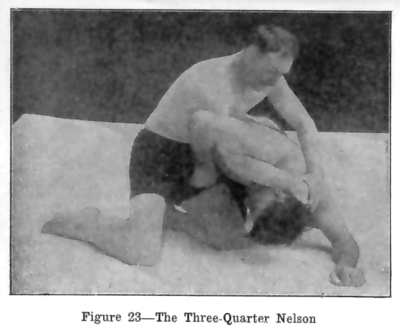
Trekvartsnelson

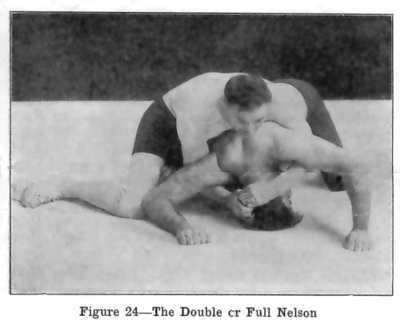
Helnelson

Nelson är en typ av grepp som används i brottning. Det finns kvartsnelson, halvnelson, trekvartsnelson och helnelson, även kallad dubbelnelson. 
Namnet sägs komma från likheten mellan greppen och det sätt varmed den engelske sjöhjälten Horatio Nelson vann segrar genom att   omringa fienden. Detta är emellertid osäkert.  